# اجازه‌نامه کرییتیو کامنز
مجوز کرییتیو کامنز (انگلیسی: Creative Commons license) یا اجازه‌نامهٔ مشترکات خلاقانه  از پروانه‌های حق نشر همگانی است که وبگاه‌های معروفی مانند ویکی‌پدیا و فری‌بیس از آن استفاده می‌کنند. این مجوزها را مؤسسهٔ کرییتیو کامنز ارائه می‌دهد.

## انواع
| نماد           | حقوق                | توضیحات |
| -------------- | ------------------- | --- |
| ارجاع          | ارجاع (BY)          | مجوز امکان کپی، نشر، نمایش و اجرا اثر و آثار اشتقاقی آن را می‌دهد فقط در صورتی که حق تعیین نحوهٔ استفاده برای مجوز دهنده یا پدیدآورنده اثر محفوظ باشد. |
| Share-alike    | اشتراک همسان (SA)   | مجوز امکان کپی، نشر، نمایش و اجرا اثر و آثار اشتقاقی آن را می‌دهد فقط در صورتی که مجوز استفاده همانند اثر اصلی باشد. (همچنین کپی‌لفت را ببینید)        |
| Non-commercial | غیرتجاری (NC)       | مجوز تنها برای مقاصد غیر تجاری امکان کپی، نشر، نمایش و اجرا اثر و آثار اشتقاقی آن را می‌دهد.                                                          |
| Non-derivative | اثر اقتباسی نه (ND) | مجوز امکان کپی، نشر، نمایش و اجرا اثر را می‌دهد فقط در صورتی که اثر اقتباسی از آن تهیه نشود.                                                          |

دو مورد انتهایی شامل مجوزهای محتوای آزاد نمی‌شوند و طبق تعاریف رهنمودهای نرم‌افزار آزاد دبیان یا استانداردهای بنیاد نرم‌افزار آزاد
نمی‌توان را محتوایی که این محدودیت‌ها را دارد استفاده کرد مانند مجوز ویکی‌پدیا.
برای نرم‌افزار مجوز تعیین شده توسط بنیاد کرییتیو کامنز مواردی مانند: پروانه‌های بی‌اس‌دی، گنو گنو ال‌جی‌پی‌ال، و گنو پروانه عمومی همگانی گنو است.
| نماد             | توضیحات                         | مخفف     |
| ---------------- | ------------------------------- | -------- |
| CC-by icon       | فقط ارجاع                       | BY       |
| CC-by-ND icon    | ارجاع + بدون اشتقاق             | BY-ND    |
| CC-by-SA icon    | ارجاع + اشتراک همسان            | BY-SA    |
| CC-by-NC icon    | ارجاع + غیرتجاری                | BY-NC    |
| CC-by-NC-ND icon | ارجاع + غیرتجاری + بدون اشتقاق  | BY-NC-ND |
| CC-by-NC-SA icon | ارجاع + غیرتجاری + اشتراک همسان | BY-NC-SA |

## سازگاری

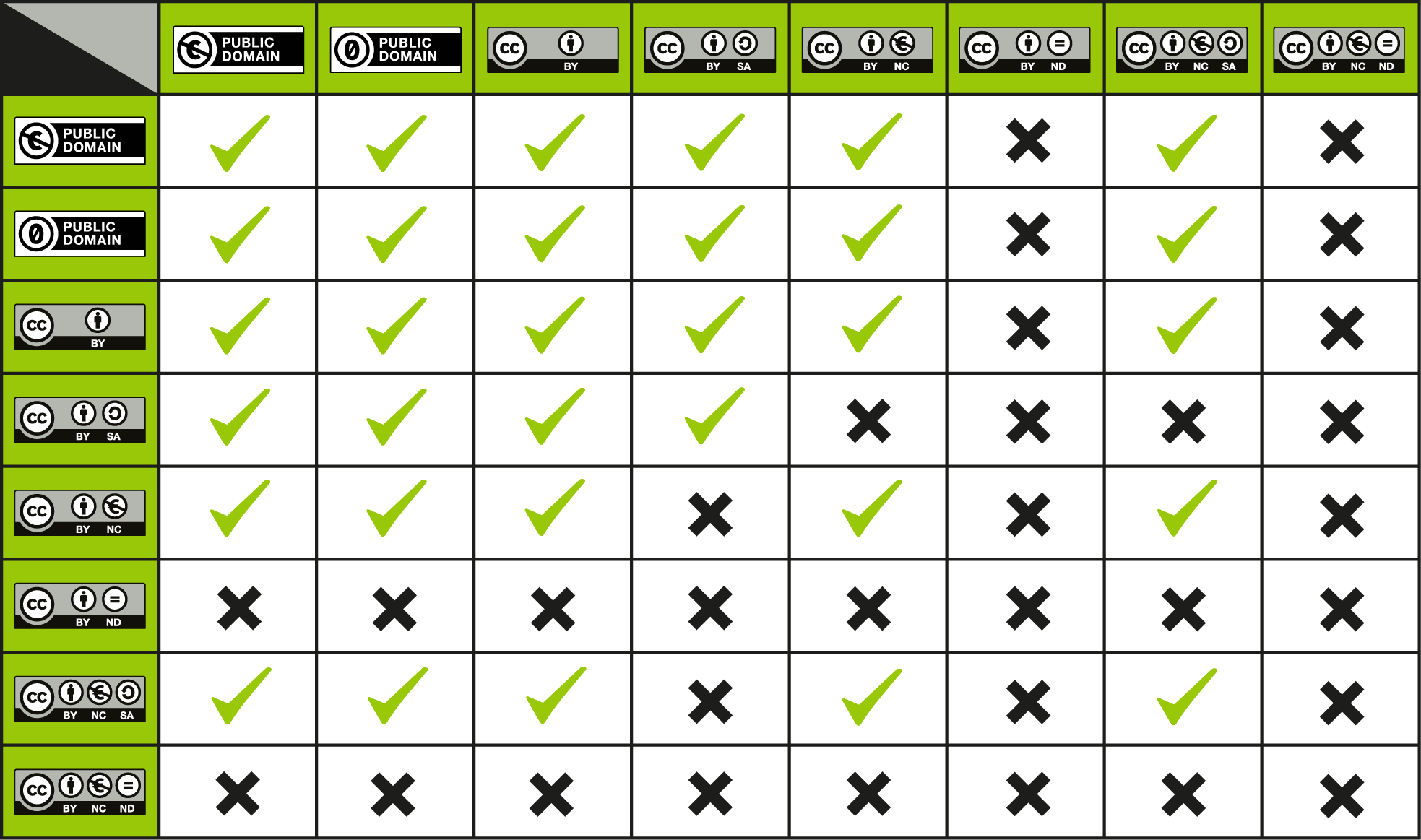
جدول سازگاری مجوزها برای مواردی که قصد ترکیب آثاری را دارید که از مجوز کرییتیو کامنز استفاده می‌کنند.